# Black Angel 2
Black Angel 2 (jap. 黒の天使 Vol.2, Kuro no Tenshi Vol. 2) ist ein melancholischer Actionfilm/Yakuza-Film der japanischen Filmgesellschaft Shōchiku aus dem Jahr 1999. Regie führte Takashi Ishii. Die Inszenierung ist nach Black Angel der zweite und abschließende Teil einer Filmreihe, die ursprünglich als Serie von Spielfilmen konzipiert wurde.
Das Werk erschien erstmals am 13. November 1999 in Japan; der deutsche Erscheinungstermin war der 25. Juli 2005 (als Kauf-DVD).

## Handlung
Als Schülerin Mayo in einer dunklen Gasse von einer Bande Vergewaltiger bedrängt wird, eilt ihr ein motorisierter Zweiradfahrer zu Hilfe. Der Unbekannte, ein stattlicher Yakuza namens Yamabe, schlägt die Übeltäter unter Einsatz seines Lebens in die Flucht. Im Anschluss verabschiedet er sich von der jungen Frau und fährt davon. Der Zwischenfall weckt sowohl bei der Geretteten als auch beim Retter Gefühle und eine gewisse Form von Zuneigung.
Zehn Jahre später ist Mayo, unter Depressionen und schwerer Alkoholsucht leidend, ein tragisches Opfer ihrer Vergangenheit. Sie verdingt sich als Auftragsmörderin der Yakuza. Eines Tages soll sie den wohlhabenden Kobun Tōyō liquidieren, ein ranghohes Oberhaupt des Syndikats. Als sich die schwarzgekleidete Mayo der Zielperson nähert, wird sie von einem sonderbaren Killerpärchen gestört, das es ebenfalls auf Tōyō abgesehen hat. Schüsse fallen, das potentielle Opfer wird gewarnt und dessen Leibwächter strecken schließlich das Killerduo nieder. Mayo versucht dennoch ihren Auftrag zu erfüllen. Im Zugehen auf den Yakuza erkennt sie aber unter Tōyōs Männern eine Person aus ihrer Vergangenheit, die sie einst vor einer Vergewaltigung bewahrte: Yamabe. Durch ihr Zögern schlägt das Attentat fehl und ein unbeteiligter Passant kommt zu Tode – Yamabe erschießt ihn versehentlich.
Tōyō intensiviert danach seine Bemühungen, die mutmaßlichen Täter ausfindig zu machen. Er bittet Yamabe sich im Umfeld des Toten umzuschauen, einem ehemaligen Kriminellen. Der loyale Gefolgsmann besucht daraufhin die verwitwete Suzu und übergibt ihr voller Schuld eine größere Summe Bargeld. Die Blumenverkäuferin zeigt sich dankbar und bescheiden, nicht wissend, wer der edle Gönner ist. Als sie aber von einem Gerücht erfährt, wonach ihr unschuldige Mann von der Tōyō-Familie ermordet worden sei, sinnt sie auf Rache.
Als Tōyō in Geschäftsangelegenheiten verreist, wird Mayo von Yazaki, Tōyōs zwielichtigem Widersacher, erneut angewiesen ihren Auftrag zu erfüllen und den alteingesessenen Yakuza zu töten. Suzu folgt ebenfalls Tōyōs Spuren. Ein Anschlag der Blumenverkäuferin misslingt, Suzu wird gefangen genommen und nachfolgend schwer misshandelt. Kurze Zeit später tötet Mayo Tōyō, nicht aber, ohne sich erneut mit dem loyalen Yamabe einen Kampf zu liefern. Der verbitterte Yamabe quittiert nach dem Mord an seinem Aniki den Dienst und verweigert Yazaki, dem neuen Oberhaupt der Organisation, die Gefolgschaft.
Der Ungehorsam gipfelt schließlich in der Befreiung Suzus und der gemeinsamen Flucht. Yamabe wird irgendwann auf die zierliche Mayo aufmerksam, die sich ebenfalls gegen Yazaki stellt. Er hilft ihr abermals und flieht mit ihr in Suzus Heim. Nüchtern stellt Yamabe dort fest, dass Suzus toter Mann die drei verzweifelten Anwesenden verbindet. Ferner offenbart er Mayo, dass er seit jeher von Gedanken an eine bestimmte Frau getrieben wird, die er einst errettete. Als er in der Attentäterin seines Vorgesetzten, dessen Tod ungesühnt bleibt, Mayo identifiziert, nähert sich der Film unweigerlich dem tragischen Showdown. Suzus Wohnung wird von Yakuza angegriffen. Auf der Flucht erfährt die Blumenverkäuferin, dass Yamabe der Todesschütze ihres Mannes ist. Wenig später stirbt dieser im Kugelhagel, als das Trio von Yazaki und dessen Männern gestellt wird. Am Ende rächt Mayo unter Tränen den Verlust ihres Geliebten und tötet sowohl Bösewicht Yazaki als auch einige seiner Gefolgsleute.

## Kritiken
Das Zweitausendeins Filmlexikon bezeichnete die im Milieu des organisierten Verbrechens angesiedelte Produktion als „komplizierte Unterweltgeschichte“, die eine „brutale Geschichte in zäh-verschlepptem Tempo“ erzähle. Ferner stehe nicht mehr „eine strahlende Heldin im Mittelpunkt, sondern eine gebrochene Frau, die ihre Einsamkeit und ihren Lebensekel im Alkohol ertränkt“.